# Fitness (biologi)
Fitness (från engelska: fitness, ungefär "lämplighet", "lämpning") innebär grad av genetisk anpassning till en biologisk miljö och är ett inom evolutionsbiologin fundamentalt begrepp. Det avser den individ som är mest välanpassad till den rådande miljön och som då också har störst sannolikhet att föra sina gener vidare.

## Etymologi
Begreppet fitness kommer från engelskan och har flera betydelser utanför biologin, men betyder i detta sammanhang att "passa in" (bokstavligen "passhet" eller "passbarhet").
Begreppet härleds ur uttrycket survival of the fittest som användes av Charles Darwin (myntat av Herbert Spencer), då fittest och fitness är böjningar av samma stamord, fit ("passa"). Uttrycket översätts ofta felaktigt till den starkes överlevnad eller den starke överlever, men betyder egentligen att det arvsanslag som gör bäraren bättre anpassad till den aktuella miljön har större chans att överleva och kommer därför i större utsträckning att bli representerad i kommande generationers individer. Darwin menade "den bäst anpassades överlevnad" (se artikeln naturligt urval).

### Svenska
Begreppet "fitness" har belysts i det svenska läroverket som problematiskt i svenskan, speciellt från ett utbildningsperspektiv då folk vardagligen stöter på det engelska ordet fitness och stamordet fit i den kroppsliga betydelsen "vältränad", etc. Uttrycken survival of the fittest och den taskiga svenska översättningen "den starke överlever" anses av lärare förstärka detta missförstånd, varav problemet specifikt brukar adresseras i undervisning.
I Finland har det finska ordet för fitness (kelpoisuus; duglighet, lämplighet, behörighet) i en del läromedelstexter översatts till "duglighet" istället för fitness.

## Beskrivning
Fitness är ett mått på en viss genotyps förmåga att presentera sig i kommande generationers individer. Högre fitness kan handla om bättre fortplantningsförmåga, tillväxttakt, förmåga att undvika rovdjur, att bli vald av det motsatta könet till reproduktion, eller i ett längre perspektiv en förmåga att öka även avkommans fortplantningsförmåga (gäller endast vissa arter som lever med avkomman). Fitness mäts i antal reproduktiva avkommor inom ett visst tidsintervall. Relativ fitness för en viss allel är ett mått på dess frekvens i populationens kommande generationer i förhållande till den genomsnittliga frekvensen av andra alleler i densamma. 
Evolutionen drivs "framåt" till stor del av mutationer. De flesta mutationer är indifferenta - de ger vare sig för- eller nackdel till individens fitness. Bland de mutationer som på ett betydande sätt påverkar individens fitness dominerar de som ger en låg fitness. Dessa förstör ritningen till ett funktionellt protein (t.ex. albinism). Den nya (muterade) allelen är därför vanligtvis sämre än originalet på att utföra den uppgift som är "tänkt". Individer med mutationen kommer därför ha sämre förmåga att överleva och fortplanta sig, och genom detta kommer den muterade allelen att minska sin frekvens i genpoolen och på sikt eventuellt försvinna (beroende på dess genomslag (recessiv / dominant) och hur pass negativ fitness den i kontext ger bäraren). En fördelaktig mutation är ovanlig men ger bäraren högre fitness. Därför kommer denna genvariant att etablera sig och öka i frekvens i populationens kommande generationer. Ju högre fitness en allel har desto snabbare tar den över i genpoolen. 